# Mary Astell
Mary Astell (12 de noviembre de 1666 – 11 de mayo de 1731) fue una filósofa, escritora feminista y retórica inglesa. Fue una de las primeras feministas de la historia en defender la alfabetización universal de la mujer. «Si todos los hombres nacen libres, ¿por qué todas las mujeres nacen esclavas?», denuncia en sus reflexiones. Su militancia en favor de la igualdad de oportunidades en la educación de las mujeres le ha valido el título de "la primera feminista inglesa".

## Vida y carrera

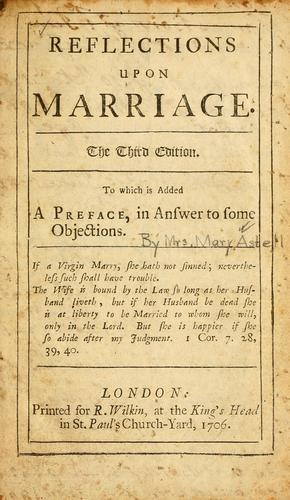
Imagen de la portada del texto Reflexiones sobre el matrimonio de Mary Astell, 1706.

Se dispone de escasa información sobre la vida de Mary Astell. Como explica su biógrafa Ruth Perry, "«en tanto que mujer, ella era poco o nada en el mundo del comercio, la política o la ley. Nació y murió; tuvo una pequeña casa durante algunos años; mantuvo una cuenta bancaria; ayudó a abrir una escuela de caridad en Chelsea. Esos son los hechos de dominio público que puedo ofrecer». Solo se han conservado cuatro de sus cartas, y únicamente porque fueron escritas a hombres importantes de su época. Investigando la biografía, Perry descubrió más cartas y fragmentos manuscritos, pero señala que si Astell no hubiera escrito a aristócratas ricos que podían permitirse el lujo de saltarse el estatus, poco se sabría sobre ella.
Mary Astell nació en Newcastle upon Tyne el 12 de noviembre de 1666, hija de Peter Astell y Mary Astell (Errington). Tuvo dos hermanos, William, que murió de niño, y su hermano menor, Peter. Fue bautizada en la iglesia de St. John en Newcastle. Hija de una familia burguesa, pasó toda su infancia en Newcastle. Su padre era un monárquico conservador anglicano que dirigía una empresa carbonera local.
Al ser mujer, Mary no recibió una educación formal. A pesar de ello, recibió una educación informal desde los ocho años de su tío Ralph Astell, un exsacerdote anglicano con problemas con el alcohol desde que le suspendieron en la Iglesia de Inglaterra.
Aunque fue suspendida en la Iglesia, Mary estaba asociada a la escuela filosófica con sede en Cambridge que basaba sus enseñanzas en filósofos radicales tales como Aristóteles, Platón y Pitágoras. Su padre murió cuando Mary tenía doce años, dejándola sin dote. El resto de las finanzas familiares se invirtió en la educación superior de su hermano, por lo que Mary y su madre debieron mudarse a la casa de la tía de Mary.
Luego de fallecer su madre y su tía en 1688, Astell se mudó a Chelsea, Londres, donde tuvo la suerte de relacionarse con un círculo literario de mujeres influyentes (entre las que figuraban lady Mary Chudleigh, Elizabeth Thomas, Judith Drake, Elizabeth Elstob y lady Mary Wortley Montagu) que le brindaron su apoyo y la ayudaron a publicar sus obras. También tomó contacto con el arzobispo de Canterbury, William Sancroft, conocido por sus obras de caridad; que le brindó ayuda económica y le presentó a quien sería el editor de su obra. 
Al presenciar el divorcio de la Duquesa de Mazarin, vecina suya, Mary Astell escribió Some Reflections upon Marriage en 1700. Aunque Astell afirma que el matrimonio puede ser malo para las mujeres, no pide que este sea totalmente eliminado o reformado, pues consideraba que el matrimonio es la única forma bíblicamente sancionada de perpetuar la humanidad, por lo que sigue siendo un ejercicio institucional necesario. Astell sostiene que, aunque es poco probable que el matrimonio beneficie a las mujeres en el sentido que ellas suelen esperar, ofrece la oportunidad de mejorar espiritualmente a través del paciente sufrimiento cristiano. Otro punto importante de su argumentación era que para que una mujer pudiera acceder a un casamiento saludable era preciso que primero recibiera una educación.
En la tercera edición de Some Reflections upon Marriage, Astell respondió a los críticos alentando a las mujeres en buscar el matrimonio sobre la base de la amistad en lugar de motivadas por la necesidad y el orgullo.
Después de retirarse de la vida pública en 1709, Astell fundó una escuela de caridad para niñas en Chelsea como parte de la Sociedad para la propagación del conocimiento cristiano, organizando el plan de estudios ella misma con la ayuda financiera de patronos como Lady Catherine Jones y Lady Elizabeth Hastings. A los sesenta años de edad, fue invitada a vivir con Lady Jones, donde residió hasta su muerte.
Astell murió en 1731, pocos meses después de la mastectomía del pecho derecho. En sus últimos días, se negó a ver a ninguno de sus conocidos y se quedó en una habitación con su ataúd, pensando solamente en Dios. Fue enterrada en el cementerio de la iglesia de Chelsea en Londres.

## Pensamiento
Astell es recordada por su capacidad para debatir libremente con los hombres y mujeres contemporáneos, y en particular por sus métodos innovadores de negociación de la posición de la mujer en la sociedad mediante la participación en el debate filosófico (influenciado particularmente por Descartes) en lugar de basar sus argumentos en evidencia histórica como se había intentado anteriormente. La teoría de Descartes del dualismo, una mente separada del cuerpo, permitió a Astell promover la idea de que las mujeres y los hombres tenían la capacidad de razonar y, por lo tanto, no deberían ser tratadas tan mal: «Si todos los hombres nacen libres, ¿por qué todas las mujeres nacen esclavas?»

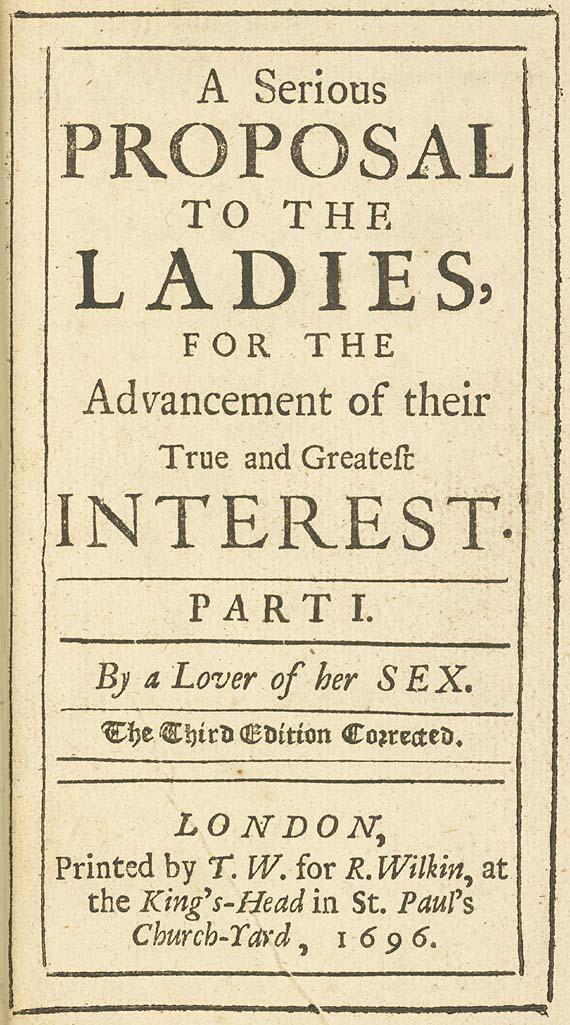
Portada de la tercera edición de A Serious Proposal, 1696.

Los dos libros más conocidos de Astell son A Serious Proposal to the Ladies, for the Advancement of Their True and Greatest Interest (1694) y A Serious Proposal, Part II (1697), en los que presenta el plan para establecer un nuevo tipo de institución para mujeres brindando educación religiosa y secular. Astell propone aumentar las opciones de carrera que se le ofrecen a las mujeres más allá de ser una madre o convertirse en monja. Astell aspiraba a que todas las mujeres tuvieran las mismas oportunidades que los hombres de pasar la eternidad en el cielo con Dios, y creía que para que esto fuera posible ellas debían ser educadas y entender sus experiencias. El estilo de educación tipo "vivero" que proponían permitiría que las mujeres vivieran en un entorno protegido, fuera de las influencias de la sociedad patriarcal. 
Su propuesta nunca fue adoptada ya que los críticos alegaban que la misma era "demasiado católica" para los ingleses. Posteriormente sus ideas fueron satirizadas en la revista Tatler en un artículo del escritor Jonathan Swift. A pesar de ello, ella continuó siendo una potencia intelectual entre las clases educadas de Londres.
Algunos años después, Astell publicó la segunda parte de A Serious Proposal, explicando su visión sobre la educación de las damas. Allí se apartó del estilo retórico contemporáneo que primaba en esa época en el cual los oradores hablaban frente a una audiencia para enseñarles, y en cambio ofrecían en un estilo coloquial una serie de recomendaciones a sus "vecinos" sobre las formas apropiadas de comportarse. Solo hizo referencia a la lógica de Port-Royal como una fuente de influencia contemporánea, aunque se apoyó en las teorías retóricas clásicas para presentar sus ideas. En su presentación, sostuvo que la retórica, al ser un arte, no requiere de una educación masculina para poder dominarla, y procedió a presentar los medios mediante los cuales una mujer podía desarrollar las habilidades necesarias a partir de la lógica natural, lo que cimentó la capacidad de Astell como una mujer retórica.
A principios de la década de 1690, Astell comenzó a intercambiar cartas con John Norris de Bemerton, luego de leer los Practical Discourses, upon several Divine subjects de Norris. Las cartas permiten asomarse a las ideas de Astell sobre Dios y la teología. Norris consideró que las cartas merecían ser publicadas y las publicó con la aprobación de Astell bajo el título Letters Concerning the Love of God (1695). Su nombre no apareció mencionado en el libro, pero pronto se descubrió su identidad y su estilo retórico el cual fue alabado por sus contemporáneos.

## Publicaciones
Selección de su obra:
- A Serious Proposal to the Ladies for the Advancement of their True and Greatest Interest. Londres, 1694, 1697, 1701
- Letters Concerning the Love of God, between the author of the 'Proposal to the Ladies' and Mr John Norris. Londres, 1695
- Some Reflections upon Marriage. Londres, 1700
- Moderation Truly Stated: A Review of a Late Pamphlet Entitul'd 'Moderation a Vertue' with a Prefatory Discourse to Dr D'Avenant Concerning His Late Essays on Peace and War. Londres, 1704
- A Fair Way with the Dissenters and their Patrons. Londres, 1704
- An Impartial Enquiry into the Causes of Rebellion and Civil War in This Kingdom. London, 1704
- The Christian Religion as Profess'd by a Daughter of the Church of England. Londres, 1705
- Bart'lemy Fair, or An Enquiry after Wit. Londres, 1709